# 黒田継高
黒田 継高（くろだ つぐたか）は、江戸時代中期の大名。筑前福岡藩の第6代藩主。藩祖如水、初代長政の血統で最後の福岡藩主となった。

## 生涯
元禄16年（1703年）、筑前直方藩主・黒田長清の次男として誕生した。幼名は菊千代、のち長好（ながよし）と名乗る。正徳4年（1714年）4月23日、宗家であり従兄にあたる福岡藩主黒田宣政の養嗣子となった。同年5月1日、7代将軍徳川家継に御目見し、同年12月1日に家継の前で元服、その偏諱を受けて継高に改名した。従四位下・筑前守に叙任し、松平姓を賜与される。後に侍従、次いで左少将に任官した。享保4年（1719年）11月22日、宣政の隠居により家督を相続する。享保5年（1720年）4月15日、実父の長清が死去した。長清には継高以外に男子がなかったため、これにともなって直方藩領は宗家に返還・編入される形で継高のものとなった。歴代福岡藩主の中で最も長い50年もの間、藩主を勤めた。
病弱な養父とは対照的に非常に頑健で精力的であり、吉田栄年（よしだ まさとし）・保年（やすとし）父子を登用して藩政改革にも積極的に取り組んだ。運上銀の改定、享保の大飢饉後の窮民対策などがそれである。栄年と協力して行なった藩政改革は、一定の成果を収めている。宝暦4年（1754年）には早良郡田島村に別邸屋敷、友泉亭を造営した（現在の友泉亭公園）。また、伝統芸能、文化を愛した。中でも能楽を大変好み、桜田の黒田家上屋敷にて、盛大な能会を何度も催している。この間、将軍御成があったり老中たちも黒田家を何度も訪れ、演能する能役者のために邸内に稽古場を作り、自身も嗜んだ。
晩年の継高は、次男・重政、四男・長経という2人の次期当主となりうる男子を相次いで亡くし、後継者問題に見舞われた。継高や重臣は評議の上で、岡山藩主池田宗政の次男・政長改め長泰（後の相良長寛）を養子に迎えることに決定した。長泰は継高の外孫（長女・藤子の次男）であった。しかし、宝暦13年（1763年）9月、幕府は10代将軍徳川家治の従弟にあたる隼之助（一橋宗尹の五男、後の黒田治之）を養子にすることを打診してきた。継高は家臣団・一門と協議のうえ、藩存続のために隼之助を養子に迎え入れることにした。亡くなった重政の娘・屋世を養女に迎え、隼之助と婚約させて女系での黒田家の血統維持をはかったものの、屋世は11歳で早世した。
明和6年12月10日（1770年）、継高は隠居し、養子治之に家督を譲った。隠居後は図書頭を称した。安永4年（1775年）6月17日、福岡城にて死去した。享年73。法号は功崇院章山道善。

## 逸話
宝暦2年（1752年）、雷山に大悲王院千如寺（福岡県糸島市）を再興、堂宇を建立した。境内の大楓は著名である。
明和5年（1768年）、本丸天主台東側にあった藩祖長政公を祀る祠堂に「武威円徳聖照権現」と名付けて創建したのが、現在の光雲神社(福岡市中央区)の始まりとされる。
2019年に大河内松平家の子孫宅から発見された青表紙本の「若紫」は明治時代に作成された目録から1743年（寛保3年）まで継高が所有していた事が明らかになっている。

### 徳川幕府家譜
第5代将軍徳川綱吉の養女であった竹姫（浄岸院）は、幾度かの縁談ののち、改めて第8代将軍徳川吉宗の養女として薩摩藩主島津家の島津継豊に嫁いだ。ただ、『徳川幕府家譜』では「黒田継高に嫁いだ」と誤記されており、30年ほどのちに継豊が死去した際の記述でも「黒田継高が死去」と誤記されている。竹姫と島津継豊の娘である菊姫（眞含院）は、継高の子の黒田重政に嫁いでいる。

## 系譜
- 父：黒田長清
- 母：伊予 - 小笠原長勝の娘
- 養父：黒田宣政
- 養母：艶姫 - 南部行信の娘
- 正室：幸（圭光院） - 黒田宣政の養女、黒田吉之の次女
  - 長女：藤 - 池田宗政室
  - 次女：為 - 酒井忠温室
  - 四女：友 - 松平定邦室
- 側室：田中氏
  - 三女：正（玉津院） - 黒田長邦室
  - 長男：春千代
- 側室：小寺氏
  - 次男：黒田重政
  - 八女：麻 - 南部利謹室
  - 九女：芳
  - 十女：代々 - 広橋伊光室
- 側室：三隅氏
  - 三男：宮内
  - 五女：秋
  - 六女：清 - 立花鑑通室
  - 七女：茂
  - 四男：黒田長経
  - 十三女：貞 - 勧修寺経逸婚約者
- 側室：岸原氏
  - 十一女：房 - 久我信通婚約者
- 側室：三原氏
  - 十二女：恒 - 烏丸光祖婚約者
- 側室：昭月院 - 鷲尾隆照の娘
  - 十四女：厚姫 - 黒田治之の養女、醍醐冬香婚約者
  - 十五女：吉